# Metarthrodes leucopygus
Metarthrodes leucopygus is een hooiwagen uit de familie Gonyleptidae.